# Punahuana dyscrita
Punahuana dyscrita är en insektsart som beskrevs av Young 1977. Punahuana dyscrita ingår i släktet Punahuana och familjen dvärgstritar. Inga underarter finns listade i Catalogue of Life.